# ویکتوریا مودستا
ویکتوریا مودستا (انگلیسی: Viktoria Modesta؛ زادهٔ ۲۵ فوریهٔ ۱۹۸۷ در دوگاپیلس، لتونی) یک خواننده، ترانه‌سرا، هنرمند و مدل اهل بریتانیا است.